# Helen Clark
Helen Clark (anglès: Helen Elizabeth Clark)  (Te Pahu, 26 de febrer de 1950), de nom complet Helen Elizabeth Clark, ha estat la directora del Programa de les Nacions Unides per al Desenvolupament, i Primera Ministra de Nova Zelanda durant tres mandats successius, des del 5 de desembre de 1999 fins al 18 de novembre de 2008.

## Formació i carrera política
Graduada en Ciències Polítiques l’any 1974 a la Universitat d’Auckland, completà la seva formació a l'estranger. Exercí la docència en el Departament d'Estudis Polítics de la Universitat d'Auckland del 1977 al 1981, any en què fou elegida diputada. Membre del Partit Laborista, formà part de l'executiva del 1978 al 1988 i després del 1989 al 2008, ja com a líder.
A partir de 1984 fou ministra de Conservació i d’Habitatge en el govern de David Lange; ministra de Salut del govern de Geoffrey Palmer i a partir de 1990 també vice-primera ministra de Mike Moore. Després de ser cap de l’oposició durant els governs del Partit Nacional, entre 1990 i 1999, guanyà les eleccions i esdevingué primera ministra, càrrec en el qual fou confirmada el 2002 i el 2005, mentre compaginava també el càrrec de cap de govern amb el de ministra de Cultura i Patrimoni, i assolia així la reelecció per a tres mandats consecutius.
Ha estat la segona dona a ser primera ministra a Nova Zelanda després de guanyar l'elecció de 1999. Anteriorment ho havia estat Jenny Shipley. Va ser forta opositora a la invasió de l'Iraq, liderada pels Estats Units. Sota el seu mandat es van enviar tropes a l'Afganistan per ajudar a la seva reconstrucció. Ha donat suport a les polítiques antinuclears de Nova Zelanda durant els últims 20 anys.
L'abril de 2009 es va incorporar com a Administradora del Programa de les Nacions Unides per al Desenvolupament, i hi treballà fins a l'abril de 2017; era la primera dona a dirigir l'organització. En aquesta etapa es va comprometre en la implementació dels vuit Objectius de Desenvolupament del Mil·lenni i, a partir de 2015, dels 17 Objectius de Desenvolupament Sostenible, coneguts com a Agenda 2030. El 2016 es va proposar assolir la Secretaria General de l'ONU, sense èxit.
Des d'aleshores, Helen Clark ha continuat treballant en organismes internacionals –com la Global Commission on Drug Policy, amb seu a Ginebra, i l'Open Government Partnership (OGP), de la qual és ambaixadora en favor de la transparència dels poders públics, la promoció dels Drets Humans, l'empoderament de les dones i la lluita contra la violència de gènere. Helen Clark és Membre Honorari de la Fundació Internacional Raoul Wallenberg.
El 2018 va publicar el llibre Women, Equality, Power: Selected speeches from a life of leadership.